# The Singles: 1996-2006
The Singles: 1996-2006 è la prima raccolta di brani della band statunitense Staind pubblicata nel mese di novembre del 2006 dalla Flip/Atlantic. Al 19 settembre 2009 ha venduto 378,881 copie negli Stati Uniti

## Il disco
Con questa raccolta gli Staind hanno messo insieme quasi tutti i loro singoli di maggior successo prodotti fra il 1996 e il 2006. Esclusa a sorpresa è però "Fade", grande hit nelle rock-charts. In vista di questa uscita, la band ha tenuto un concerto acustico all'Hiro Ballroom dal quale sono prese le cover Nutshell, Sober e Comfortably Numb ed "Everything Changes", il loro penultimo singolo in ordine cronologico. Il brano "Outside" appare anch'esso nella versione acustica suonata da Aaron Lewis e Fred Durst (leader dei Limp Bizkit) al Family Values Tour '99. L'uscita di questa raccolta  è stata accompagnata anche dall'uscita di una raccolta di video del gruppo dal 1996 al 2006 in un DVD intitolato Staind: The Videos.
Le tracce sono contenute nei seguenti album:

### Tormented
- Come Again

### Dysfunction
- Mudshovel
- Home

### Break the Cycle
- Outside
- It's Been Awhile
- For You
- Epiphany

### 14 Shades of Grey
- So Far Away
- Price To Play
- Zoe Jane

### Chapter V
- Right Here
- Falling
- Everything Changes

## Tracce
1. Come Again - 3:47
2. Mudshovel - 4:41
3. Home - 4:04
4. Outside (dal Family Values Tour, featuring Fred Durst) - 5:40
5. It's Been Awhile - 4:25
6. For You - 3:26
7. Epiphany - 4:16
8. So Far Away - 4:03
9. Price to Play - 3:36
10. Zoe Jane - 4:36
11. Right Here - 4:13
12. Falling - 4:20
13. Everything Changes (Live al Hiro Ballroom) - 4:23
14. Nutshell (Alice in Chains cover) (Live al Hiro Ballroom) - 4:38
15. Sober (Tool cover) (Live al Hiro Ballroom) - 6:18
16. Comfortably Numb (Pink Floyd cover) (Live al Hiro Ballroom) - 6:03

### Bonus
- Schizophrenic Conversations (Live al Hiro Ballroom)
- Reply (Live al Hiro Ballroom)
- Outside (Live al Hiro Ballroom)
- It's Been Awhile (Live al Hiro Ballroom)
- Devil (Live al Hiro Ballroom)
- Falling (Live al Hiro Ballroom)

## Classifiche
| Paese         | Posizione |
| ------------- | --------- |
| Nuova Zelanda | 14        |
| Stati Uniti   | 41        |

## Formazione
- Aaron Lewis - voce
- Mike Mushok - chitarra
- Johnny April - basso
- Jon Wysocki - batteria